# 怠惰的怪獸公主不想工作
《怠惰的怪獸公主不想工作》是台灣胖鸚鵡工作室開發的成人向養成遊戲，於2022年6月22日由芒果派對在Steam發行。故事講述主人公與寄宿網站上認識的少女卡歐的同居生活，主人公後來發現卡歐是入侵地球的外星人，主人公為了減少地球的破壞和節制卡歐，於是協助卡歐完成外星總部的任務。

## 遊戲系統
《怠惰的怪獸公主不想工作》採用養成遊戲的遊玩方式，玩家扮演的主角與寄宿網站上認識的少女卡歐同居。玩家每天擁有九個行動點，可以用於操縱怪獸，打工賺錢和與卡歐進行互動。身體接觸、照顧少女日常生活和餵食等行為可以提高卡歐對主角的好感度和心情指數，在性愛模式，玩家可以開發卡歐的性感帶，提高角色的敏感度，讓角色更容易高潮。在達成遊戲中某些成就，主角會在性愛模式獲得增益。隨著遊戲進程發展，玩家可以獲得卡歐的新服飾，並在性愛模式更換卡歐的衣著。
主角與卡歐同居數日會發現卡歐有操縱怪獸的能力，透過收集人類的負面情緒完成外星總部的任務。遊戲的主線任務是玩家幫助卡歐收集人類的負面情緒，策劃怪獸的攻擊目標，達成外星總部的業務目標。怪獸在破壞特定地區會獲得破壞點數，被破壞的地區安定度會下降，每天會恢復一定安定度。如果該地區完全破壞，需要安定度恢復到100%才能再次被選擇。沒有完成每個階段的業務目標，卡歐就會被外星總部撤換，遊戲結束。

## 開發及發行
《怠惰的怪獸公主不想工作》是胖鸚鵡工作室的第一款作品，工作室的成員有參與過《天下布魔》的開發工作，最早於2021年9月28日在網絡上公開遊戲專案，遊戲角色設計由哲學負責，遊戲劇本由貓寬負責，遊戲的角色演出和動作使用SPINE完成。專案原名《怪獸王女的養成日記》（Monster Princess），2021年11月18日，工作室為了增加遊戲辨識度，使用輕小說作品的命名風格，將遊戲改名為《怠惰的怪獸公主不想工作》，英文名中的Monster改為Kaiju。作品曾在2021年冬季進行的台灣獨立遊戲開發者交流活動「自製遊戲交流Only」中展出。
遊戲在2022年2月Steam新品節期間發佈游戏演示，體驗版包括遊戲前15日的劇情內容。工作室預計遊戲於同年5月到6月期間正式發行。6月22日遊戲由芒果派對在Steam發行。7月25日，芒果派對表示遊戲銷量超過12萬份。2023年7月，遊戲銷量近30萬。
2023年7月24日，遊戲的外傳小說《怠惰的怪獸公主不想工作後日談～溫泉Ｘ色色Ｘ姊妹丼～》由東立出版社發售，小說由八千子執筆，Oneko負責插畫。2024年7月18日，第二部外傳小說《怠惰的怪獸公主不想工作後日談～學園Ｘ制服Ｘ小色貓～》由東立出版社發售，同樣由八千子執筆，Oneko負責插畫。

## 評價
遊戲在Steam發行不久就獲得極度好評，發行一年後整體評價為壓倒性好評。遊戲媒體Wanuxi的編輯老司机認為《怠惰的怪獸公主不想工作》作為一款色情遊戲，遊戲玩法非常豐富，也有很多養成元素，但是相比之下色情內容反而不足。4Gamers的評論員溫帶閒魚表示遊戲「算是一款傑出的小品作品，有著不錯的遊戲性以及足夠的故事背景支撐，而且沒有明顯的BUG，上線不到一個月就賣出了超過五萬套，算是毫不意外的結果」。udn遊戲角落的評論員水修表示遊戲的設定「有點突如其來」，缺乏真實性。遊戲劇情到二十天後「玩法就變得大同小異」，遊戲內也有不少內容矛盾，缺乏代入感，如「H模式的卡歐情緒敘述，跟主線、事件是無相關的」，玩家已經完成主線任務，角色之間對白仍然討論相關任務十分困難。

## 備註
1. ↑  日文中「怪獸」的羅馬字。

## 外部連結
- 怠惰的怪獸公主不想工作的Facebook專頁
- 小說官網 （繁體中文）